# Sobolivka, Brovarî
Sobolivka (în ucraineană Соболівка) este un sat în comuna Litocikî din raionul Brovarî, regiunea Kiev, Ucraina.

## Demografie
Componența lingvistică a localității Sobolivka
     Ucraineană (94,95%)
     Rusă (3,54%)
     Belarusă (1,52%)
Conform recensământului din 2001, majoritatea populației localității Sobolivka era vorbitoare de ucraineană (94,95%), existând în minoritate și vorbitori de rusă (3,54%) și belarusă (1,52%).